# Easy on Me
"Easy on Me" là một bài hát của ca sĩ người Anh Adele nằm trong album phòng thu thứ tư của cô, 30 (2021). Bài hát được phát hành vào ngày 15 tháng 10 năm 2021 như là đĩa đơn mở đường cho album bởi Columbia Records, và là đĩa đơn đầu tiên của nữ ca sĩ sau 5 năm. "Easy on Me" được đồng sáng tác bởi Adele với cộng tác viên quen thuộc của cô Greg Kurstin, người cũng đồng thời chịu trách nhiệm sản xuất bài hát. Đây là một bản pop ballad sử dụng tiếng piano từ nhẹ nhàng đến cao trào nhằm nhấn mạnh vào giọng hát của Adele, với nội dung đề cập đến cuộc hôn nhận tan vỡ của cô với chồng cũ Simon Konecki và lời cầu xin sự tha thứ và thấu hiểu từ con trai, chồng cũ và chính cô. Nhiều nhà phê bình chỉ ra những sự tương đồng về âm nhạc của bài hát với một số tác phẩm trước của Adele, như "Someone Like You" (2011) và "Hello" (2015). Ngoài ra, nữ ca sĩ cũng thu âm một bản song ca của "Easy on Me" với Chris Stapleton và được quảng bá đến các đài phát thanh nhạc đồng quê vào ngày 19 tháng 11.
Sau khi phát hành, "Easy on Me" nhận được những phản ứng tích cực từ các nhà phê bình âm nhạc, trong đó họ gọi đây là một bản nhạc điển hình của Adele, đồng thời khen ngợi chất giọng của cô và nội dung ca từ. Bài hát còn gặt hái nhiều giải thưởng và đề cử tại những lễ trao giải lớn, chiến thắng giải Brit cho Bài hát của năm và giải Grammy cho Trình diễn đơn ca pop xuất sắc nhất tại lễ trao giải thường niên lần thứ 65, bên cạnh đề cử cho Thu âm của năm và Bài hát của năm. "Easy on Me" cũng tiếp nhận những thành công vượt trội về mặt thương mại khi đứng đầu các bảng xếp hạng ở hơn 28 quốc gia, bao gồm những thị trường lớn như Úc, Canada, Đức, Ý, Hà Lan, Thụy Điển, Thụy Sĩ và Vương quốc Anh, cũng như lọt vào top 10 ở hầu hết những quốc gia khác. Tại Hoa Kỳ, bài hát đạt vị trí số một trên bảng xếp hạng Billboard Hot 100 trong mười tuần không liên tiếp, trở thành đĩa đơn quán quân thứ năm của Adele và cùng với "Hello" là tác phẩm giữ vị trí số một lâu nhất của cô tại đây.
Video ca nhạc cho "Easy on Me" được đạo diễn bởi Xavier Dolan, trong đó Adele rời khỏi ngôi nhà nơi video ca nhạc "Hello" từng được quay. Video chiến thắng tại giải Juno năm 2022 cho Video của năm và được đề cử giải Grammy ở hạng mục Video ca nhạc xuất sắc nhất và tại giải thưởng âm nhạc Mỹ năm 2022 cho Video ca nhạc được yêu thích. Để quảng bá bài hát, nữ nghệ sĩ trình diễn bản nhạc trên nhiều chương trình truyền hình và lễ trao giải lớn, bao gồm giải thưởng âm nhạc NRJ năm 2021, chương trình truyền hình đặc biệt Adele One Night Only (2021) và An Audience with Adele (2021), cũng như loạt đêm diễn cư trú Weekends with Adele (2022–2023). "Easy on Me" đã phá vỡ nhiều kỷ lục trên các nền tảng phát trực tuyến lúc bấy giờ, bao gồm bài hát được phát trực tuyến nhiều nhất trong một ngày và một tuần trên Spotify. Ngoài ra, bài hát cũng được hát lại và sử dụng làm nhạc mẫu bởi nhiều nghệ sĩ khác nhau, như Kanye West, Travis Barker, Chloe Bailey và Keith Urban.

## Thành phần thực hiện
Thành phần thực hiện được trích từ ghi chú của 30.
- Greg Kurstin – nhà sản xuất, kỹ sư, guitar bass, trống đá, piano
- Adele – giọng hát, nhạc sĩ
- Alex Pasco – kỹ sư
- Julian Burg – kỹ sư
- Matt Scatchell - hỗ trợ kỹ sư
- Randy Merrill – master
- Tom Elmhirst – phối nhạc

## Xếp hạng
| Bảng xếp hạng (2021–2023)                              | Vị trí cao nhất |
| ------------------------------------------------------ | --------------- |
| Argentina (Argentina Hot 100)                          | 45              |
| Úc (ARIA)                                              | 1               |
| Áo (Ö3 Austria Top 40)                                 | 1               |
| Bỉ (Ultratop 50 Flanders)                              | 1               |
| Bỉ (Ultratop 50 Wallonia)                              | 1               |
| Bolivia (Monitor Latino)                               | 7               |
| Brazil Phát thanh (Crowley Charts)                     | 43              |
| Brazil Phát thanh Quốc tế (Crowley Charts)             | 1               |
| Bulgaria (PROPHON)                                     | 8               |
| Canada (Canadian Hot 100)                              | 1               |
| Canada AC (Billboard)                                  | 1               |
| Canada CHR/Top 40 (Billboard)                          | 1               |
| Canada Hot AC (Billboard)                              | 1               |
| Chile (Monitor Latino)                                 | 10              |
| CIS (Tophit)                                           | 9               |
| Colombia (Promúsica)                                   | 6               |
| Costa Rica (Fonotica)                                  | 1               |
| Croatia (ARC 100)                                      | 1               |
| Cộng hòa Séc (Rádio Top 100)                           | 1               |
| Cộng hòa Séc (Singles Digitál Top 100)                 | 1               |
| Đan Mạch (Tracklisten)                                 | 1               |
| El Salvador (ASAP EGC)                                 | 3               |
| Estonia Phát thanh (TopHit)                            | 159             |
| Phần Lan (Suomen virallinen lista)                     | 2               |
| Pháp (SNEP)                                            | 2               |
| Đức (GfK)                                              | 1               |
| Thế giới Global 200 (Billboard)                        | 1               |
| Hy Lạp Quốc tế (IFPI)                                  | 1               |
| Hungary (Rádiós Top 40)                                | 24              |
| Hungary (Single Top 40)                                | 3               |
| Hungary (Stream Top 40)                                | 6               |
| Iceland (Tónlistinn)                                   | 1               |
| Ấn Độ Quốc tế (IMI)                                    | 9               |
| Indonesia (Billboard)                                  | 5               |
| Ireland (IRMA)                                         | 1               |
| Israel (Media Forest)                                  | 1               |
| Ý (FIMI)                                               | 1               |
| Nhật Bản (Japan Hot 100)                               | 48              |
| Lebanon (Lebanese Top 20)                              | 4               |
| Lithuania (AGATA)                                      | 1               |
| Luxembourg (Billboard)                                 | 12              |
| Malaysia (RIM)                                         | 1               |
| Mexico (Billboard Mexican Airplay)                     | 2               |
| Hà Lan (Dutch Top 40)                                  | 1               |
| Hà Lan (Single Top 100)                                | 1               |
| New Zealand (Recorded Music NZ)                        | 1               |
| Na Uy (VG-lista)                                       | 1               |
| Panama (Monitor Latino)                                | 13              |
| Peru (UNIMPRO)                                         | 23              |
| Philippines (Billboard)                                | 6               |
| Ba Lan (Polish Airplay Top 100)                        | 11              |
| Bồ Đào Nha (AFP)                                       | 2               |
| Puerto Rico (Monitor Latino)                           | 14              |
| Rumani (Airplay 100)                                   | 64              |
| Nga Phát thanh (TopHit)                                | 15              |
| San Marino (SMRRTV Top 50)                             | 9               |
| Singapore (RIAS)                                       | 1               |
| Slovakia (Rádio Top 100)                               | 2               |
| Tây Ban Nha (PROMUSICAE)                               | 12              |
| Nam Phi (RISA)                                         | 1               |
| Hàn Quốc (Circle)                                      | 89              |
| Thụy Điển (Sverigetopplistan)                          | 1               |
| Thụy Sĩ (Schweizer Hitparade)                          | 1               |
| Ukraine Phát thanh (TopHit)                            | 78              |
| Anh Quốc (OCC)                                         | 1               |
| Uruguay (Monitor Latino)                               | 15              |
| Hoa Kỳ Billboard Hot 100                               | 1               |
| Hoa Kỳ Adult Contemporary (Billboard)                  | 1               |
| Hoa Kỳ Adult Pop Airplay (Billboard)                   | 1               |
| Hoa Kỳ Country Airplay (Billboard) với Chris Stapleton | 25              |
| Hoa Kỳ Dance/Mix Show Airplay (Billboard)              | 6               |
| Hoa Kỳ Pop Airplay (Billboard)                         | 1               |
| Hoa Kỳ R&B/Hip-Hop Airplay (Billboard)                 | 18              |
| Hoa Kỳ Rhythmic (Billboard)                            | 38              |
| Hoa Kỳ Rock Airplay (Billboard)                        | 33              |
| Hoa Kỳ Rolling Stone Top 100                           | 1               |
| Việt Nam (Billboard Vietnam Hot 100)                   | 22              |

| Bảng xếp hạng (2021)    | Vị trí cao nhất |
| ----------------------- | --------------- |
| CIS Phát thanh (TopHit) | 11              |
| Nga Phát thanh (TopHit) | 16              |

| Bảng xếp hạng (2021)                  | Vị trí |
| ------------------------------------- | ------ |
| Úc (ARIA)                             | 33     |
| Áo (Ö3 Austria Top 40)                | 44     |
| Bỉ (Ultratop Flanders)                | 51     |
| Bỉ (Ultratop Wallonia)                | 65     |
| Canada (Canadian Hot 100)             | 70     |
| CIS Phát thanh (TopHit)               | 154    |
| Đan Mạch (Tracklisten)                | 51     |
| Pháp (SNEP)                           | 98     |
| Đức (Official German Charts)          | 67     |
| Global 200 (Billboard)                | 127    |
| Hungary (Single Top 40)               | 41     |
| Hungary (Stream Top 40)               | 58     |
| Iceland (Tónlistinn)                  | 20     |
| Ireland (IRMA)                        | 17     |
| Hà Lan (Dutch Top 40)                 | 42     |
| Hà Lan (Single Top 100)               | 28     |
| New Zealand (Recorded Music NZ)       | 39     |
| Na Uy (VG-lista)                      | 32     |
| Bồ Đào Nha (AFP)                      | 84     |
| Thụy Điển (Sverigetopplistan)         | 48     |
| Thụy Sĩ (Schweizer Hitparade)         | 37     |
| Anh Quốc (OCC)                        | 12     |
| Hoa Kỳ Adult Contemporary (Billboard) | 21     |
| Bảng xếp hạng (2022)                  | Vị trí |
| Argentina (Monitor Latino)            | 76     |
| Úc (ARIA)                             | 17     |
| Áo (Ö3 Austria Top 40)                | 55     |
| Bỉ (Ultratop Flanders)                | 28     |
| Bỉ (Ultratop Wallonia)                | 50     |
| Bolivia (Monitor Latino)              | 60     |
| Brazil (Pro-Música Brasil)            | 145    |
| Canada (Canadian Hot 100)             | 11     |
| Chile (Monitor Latino)                | 15     |
| CIS Phát thanh (TopHit)               | 84     |
| Đan Mạch (Tracklisten)                | 29     |
| Pháp (SNEP)                           | 92     |
| Đức (Official German Charts)          | 72     |
| Global 200 (Billboard)                | 6      |
| Iceland (Tónlistinn)                  | 6      |
| Lithuania (AGATA)                     | 64     |
| Hà Lan (Dutch Top 40)                 | 83     |
| Hà Lan (Single Top 100)               | 66     |
| New Zealand (Recorded Music NZ)       | 14     |
| Nga Phát thanh (TopHit)               | 146    |
| Thụy Điển (Sverigetopplistan)         | 33     |
| Thụy Sĩ (Schweizer Hitparade)         | 34     |
| Anh Quốc (OCC)                        | 22     |
| Uruguay (Monitor Latino)              | 73     |
| Hoa Kỳ Billboard Hot 100              | 4      |
| Hoa Kỳ Adult Contemporary (Billboard) | 1      |
| Hoa Kỳ Adult Top 40 (Billboard)       | 10     |
| Hoa Kỳ Mainstream Top 40 (Billboard)  | 11     |
| Bảng xếp hạng (2023)                  | Vị trí |
| Global 200 (Billboard)                | 107    |

## Chứng nhận
| Quốc gia | Chứng nhận   | Số đơn vị/doanh số chứng nhận |
| --- | ------------ | ----------------------------- |
| Úc (ARIA)                                                                                                   | 6× Bạch kim  | 420.000‡                      |
| Áo (IFPI Áo)                                                                                                | Vàng         | 15.000‡                       |
| Bỉ (BEA) | Bạch kim     | 40.000‡                       |
| Brasil (Pro-Música Brasil)                                                                                  | 3× Kim cương | 480.000‡                      |
| Canada (Music Canada)                                                                                       | 3× Bạch kim  | 240.000‡                      |
| Đan Mạch (IFPI Đan Mạch)                                                                                    | 2× Bạch kim  | 180.000‡                      |
| Pháp (SNEP)                                                                                                 | Kim cương    | 333.333‡                      |
| Đức (BVMI)                                                                                                  | Bạch kim     | 300.000‡                      |
| Ý (FIMI) | 3× Bạch kim  | 300.000‡                      |
| México (AMPROFON)                                                                                           | 2× Bạch kim  | 280.000‡                      |
| New Zealand (RMNZ)                                                                                          | 5× Bạch kim  | 150.000‡                      |
| Ba Lan (ZPAV)                                                                                               | 3× Bạch kim  | 150.000‡                      |
| Bồ Đào Nha (AFP)                                                                                            | 4× Bạch kim  | 40.000‡                       |
| Tây Ban Nha (PROMUSICAE)                                                                                    | 3× Bạch kim  | 180.000‡                      |
| Thụy Sĩ (IFPI)                                                                                              | 3× Bạch kim  | 60.000‡                       |
| Anh Quốc (BPI)                                                                                              | 3× Bạch kim  | 1.800.000‡                    |
| Hoa Kỳ (RIAA)                                                                                               | 4× Bạch kim  | 4.000.000‡                    |
| Streaming                                                                                                   |              |                               |
| Hy Lạp (IFPI Hy Lạp)                                                                                        | Bạch kim     | 2.000.000                     |
| Thụy Điển (GLF)                                                                                             | 2× Bạch kim  | 16.000.000                    |
| ‡ Chứng nhận dựa theo doanh số tiêu thụ và phát trực tuyến. · Chứng nhận dựa theo doanh số phát trực tuyến. |              |                               |

## Lịch sử phát hành
| Khu vực | Ngày                 | Định dạng                | Phiên bản                   | Hãng đĩa      | Ct.     |
| ------- | -------------------- | ------------------------ | --------------------------- | ------------- | ------- |
| Nhiều   | 15 tháng 10 năm 2021 | Tải nhạc số streaming    | Bản gốc                     | Columbia      | [ 151 ] |
| Ý       | 15 tháng 10 năm 2021 | Phát thanh               | Bản gốc                     | Sony          | [ 152 ] |
| Hoa Kỳ  | 18 tháng 10 năm 2021 | Adult contemporary radio | Bản gốc                     | Columbia      | [ 153 ] |
| Hoa Kỳ  | 18 tháng 10 năm 2021 | Triple A radio           | Bản gốc                     | Columbia      | [ 154 ] |
| Hoa Kỳ  | 19 tháng 10 năm 2021 | Contemporary hit radio   | Bản gốc                     | Columbia      | [ 155 ] |
| Đức     | 22 tháng 10 năm 2021 | CD                       | Bản gốc                     | Columbia Sony | [ 156 ] |
| Nhiều   | 5 tháng 11 năm 2021  | Cassette                 | Bản gốc                     | Columbia      | [ 157 ] |
| Hoa Kỳ  | 19 tháng 11 năm 2021 | Phát thanh Đồng quê      | song ca với Chris Stapleton | In2une        | [ 158 ] |